# Gomphomastax monsoonica
Gomphomastax monsoonica är en insektsart som beskrevs av Adrienne Garai, 2002. Gomphomastax monsoonica ingår i släktet Gomphomastax och familjen Eumastacidae. Inga underarter finns listade i Catalogue of Life.